# Gerd Enequist
Gerd Margareta Enequist, född 24 februari 1903 i Luleå, död 21 maj 1989 i Uppsala domkyrkoförsamling, var en svensk geograf och Sveriges första kvinnliga universitetsprofessor.

## Biografi
Enequist var dotter till lanträntmästaren Axel Enequist och Anna Hederstedt. Efter studentexamen i Göteborg 1922 och folkskollärarexamen i Luleå 1923 blev Enequist filosofie magister i Uppsala 1929, filosofie licentiat 1934, filosofie doktor och docent i geografi vid Uppsala universitet 1937. Hon var professor i geografi, särskilt kulturgeografi med ekonomisk geografi mellan 1949 och 1968, tillförordnad sedan 1947.
Enequist var ledamot delegationen för vägplanering 1954–1958 och av redaktionskommittén för Atlas över Sverige, i vilken hon medverkade med kartor som beskrev befolkning, bebyggelse och näringsliv. Hon var inspektor vid kommunala flickskolan i Uppsala och Uppsala högre elementarläroverk samt ledamot av kyrkofullmäktige 1951–1957.
Hon avled 1989 och är gravsatt på Östra kyrkogården i Visby.

## Utmärkelser
Enequist blev korresponderande ledamot av Österreichische Gesellschaft zur Förderung von Landesforschung und Landesplanung 1955, ledamot av Kungliga Humanistiska vetenskapssamfundet i Uppsala 1956, av Kungliga Skytteanska samfundet 1956, hedersledamot av Upplands fornminnesförening 1976 och av Olaus Magnus-sällskapet 1976. Hon blev filosofie hedersdoktor vid Umeå universitet 1982 och var ledamot av Nordstjärneorden.